# Галенко Олександр Володимирович
Олекса́ндр Володи́мирович Гале́нко — солдат, Державна прикордонна служба України.

## Нагороди
15 липня 2014 року — за особисту мужність і героїзм, виявлені у захисті державного суверенітету та територіальної цілісності України, вірність військовій присязі під час російсько-української війни, відзначений — нагороджений орденом «За мужність» III ступеня. Нагороду отримав у Центральному клінічному госпіталі прикордонного відомства, де лікувався після бойового поранення.